# Guild
La Guild Guitar Company est un fabricant américain de guitares fondé en 1952 par Avram "Alfred" Dronge, guitariste et propriétaire d'un magasin d'instruments de musique, et par George Mann, un ancien cadre d'Epiphone. 

## Histoire

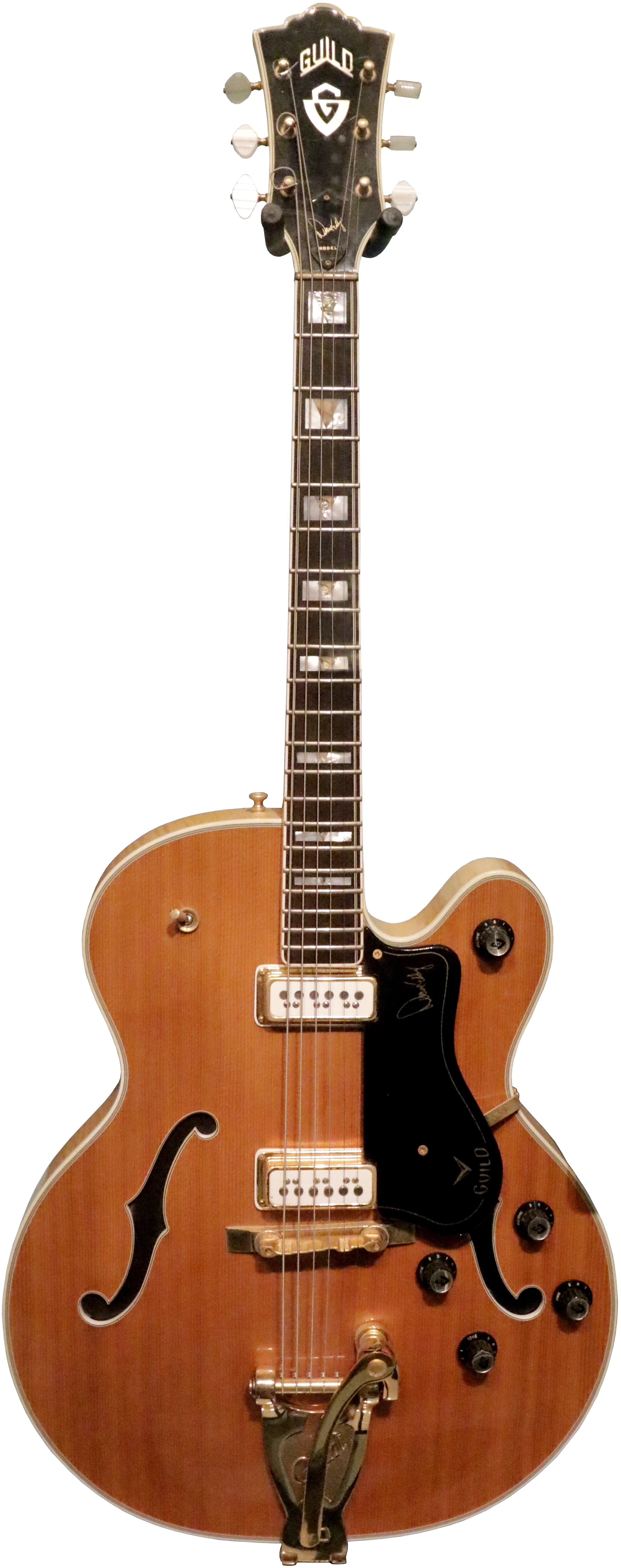
Guitare Guild ayant appartenu à Duane Eddy (Rock and Roll Hall of Fame, Cleveland, Ohio)

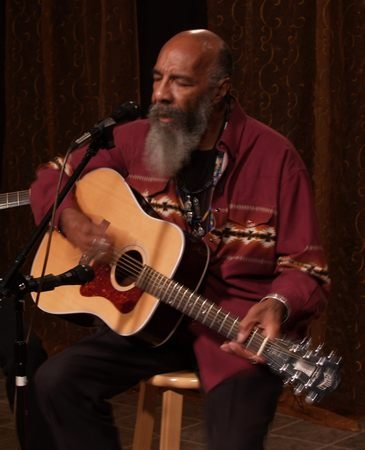
Richie Havens en 2006

Le premier atelier était situé à Manhattan. La production se déplaça rapidement à Hoboken dans le New Jersey. En 1966, la société fut revendue à Avnet Inc. et la production fut encore déplacée dans une nouvelle usine à Westerly (Rhode Island) où elle resta pendant 30 ans avant le rachat par la Fender Musical Instruments Corporation en 1995 qui engendra une délocalisation à Corona en Californie en 2001. Elle revint dans le Connecticut en 2008 pour les instruments construits aux États-Unis alors qu'une autre série, Guild Acoustic Design, est maintenant produite en Chine. Enfin, FMIC a annoncé en mai 2014 la vente de la marque Guild au Cordoba Music Group.

## Modèles

### Acoustiques
Les premiers instruments étaient des guitares acoustiques (F-30 Aragon, F-40 Valencia, F-50 Navarre) et électriques de jazz. Guild est surtout connu pour ses modèles folk grâce à l'explosion médiatique de ce courant au début des années 60 : les dreadnought de la série D comme les D-40 Bluegrass Jubilee et D-50 Bluegrass Special en 1963 et la D-55 en 1968, la série G dans les années 1970 sont ses chevaux de bataille depuis leur apparition, et elles ont été utilisées dans un grand nombre de styles, de la D-40 de Richie Havens au festival de Woodstock jusqu'au country-punk de Hank Williams III avec sa G-37 en passant par Johnny Smith, Duane Eddy, Roy Orbison, John Lee Hooker, Merle Travis, entre autres. 

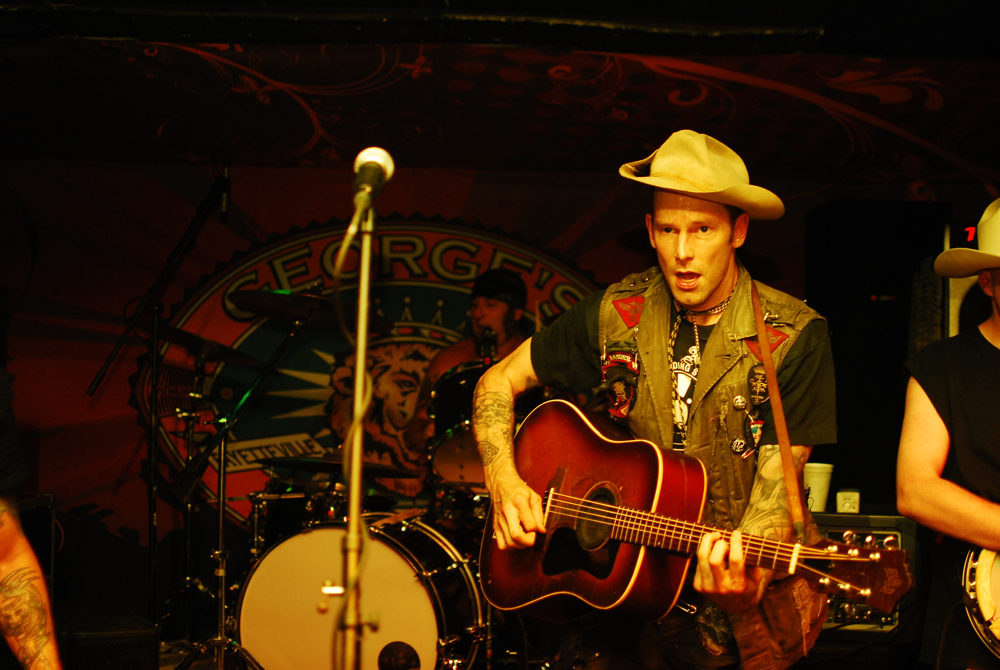
Hank Williams III et sa Guild G-37 SB

La production actuelle va de la petite M-120 à la F-50 jumbo en passant par les dreadnought de la série D.

### Électriques

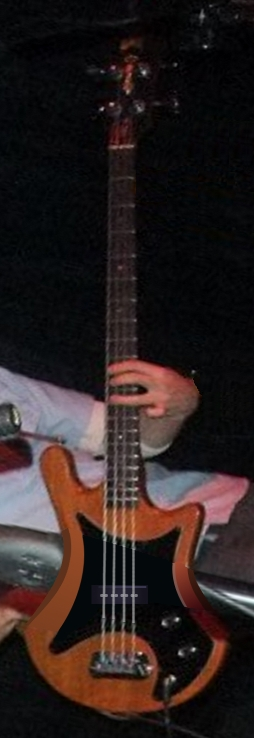
Guild B-301

Sans atteindre la réputation des acoustiques, des Guild électriques ont connu un certain succès, notamment les demi-caisses Starfire chez des groupes anglais comme les Kinks, puis avec les groupes hippies de la Côte Ouest comme le Jefferson Airplane et le Grateful Dead. 
Les guitares solid body sont moins célèbres bien que certaines se retrouvent régulièrement entre les mains de guitaristes connus. Parmi elles, les séries S et B :
- la S-200 Thunderbird ;
- la S-100 Polara ;
- les S-60, S-70, S-65 et surtout S-300 avec un corps caractéristique en forme de hache ;
- la série B de basses correspondantes, B-301, B-302 et B-400 active[3].

Les années 1980 voient l'apparition de modèles volontairement modernistes tant par l'apparence (tête pointue) que par les éléments (vibratos à blocage) mais leur succès est très limité. On peut citer les T-200 et T-250, au corps de forme Telecaster, et les Flyer et Aviator de type Superstrat.
La production actuelle de guitares électriques reprend les anciens modèles comme la S-100 Polara, les Starfire, la M-75 Aristocrat, ainsi que des demi-caisses de jazz comme la A-150 Savoy et la X-175 Manhattan.